# Tunnel de Kérino
Le tunnel de Kérino ou passage inférieur de Kérino est un tunnel sous-marin routier, cycliste et piétonnier situé à Vannes, commune française préfecture du département du Morbihan en Bretagne. Cet ouvrage d'art, destiné à franchir la Marle, se situe à l'embouchure du chenal reliant le port de plaisance de la ville au golfe du Morbihan. Il est destiné à fluidifier le trafic routier entre les deux rives de la Marle au sud et à désengorger la place Gambetta située à l'extrémité nord du chenal, jonction entre le port de plaisance et le centre historique.
La mise en service du tunnel et son ouverture aux véhicules motorisés a eu lieu le 24 juin 2016. Le 26 juillet 2016, le tunnel est ouvert aux piétons et aux cycles. La création du tunnel s'accompagne de l'aménagement paysager des deux rives ainsi que de la construction d'une cale de mise à l'eau ainsi que la création de deux parkings.

## Histoire
La décision de remplacer le pont de Kérino par un passage inférieur a été prise en conseil municipal de Vannes en 2006. La principale raison invoquée est le besoin de fluidifier la circulation automobile (17 000 véhicules par jour), alors que le passage des bateaux (7 500 entrées sorties par an) oblige à fermer le pont deux fois par jour.
Le 19 octobre 2012, le partenaire privé chargé de financer, construire, exploiter, gérer et entretenir le tunnel est choisi : Vinci. Le contrat de partenariat public-privé s'étend jusqu'en 2040.
En octobre 2013, les travaux sont lancés. Ils doivent durer deux ans, avec une livraison initialement prévue pour octobre 2015, repoussée, en janvier 2016 puis à juin 2016.

## Financement
Le coût prévisionnel du projet s'élève à 76,2 millions d'euros. Ce montant inclut la construction du tunnel, mais aussi l'aménagement de parkings et d'espaces paysagers, le dragage du port et la valorisation des sédiments, ainsi que l'entretien de l'ensemble pendant 25 ans.
En complément du prix total des travaux du tunnel, estimés à 90 millions d'euros par une association vannetaise qui a porté plainte contre ce projet, il faudrait rajouter également le coût du déplacement du port de commerce et celui de la déconstruction du pont actuel.

## Description
Le tunnel est creusé à quelques mètres en aval du pont actuel. Il a une longueur de 250 mètres et comporte deux passages séparés par une cloison, l'un pour la circulation automobile dans les deux sens, l'autre pour les modes de déplacements doux (piste cyclable et trottoir).